# ドライ・トートガス

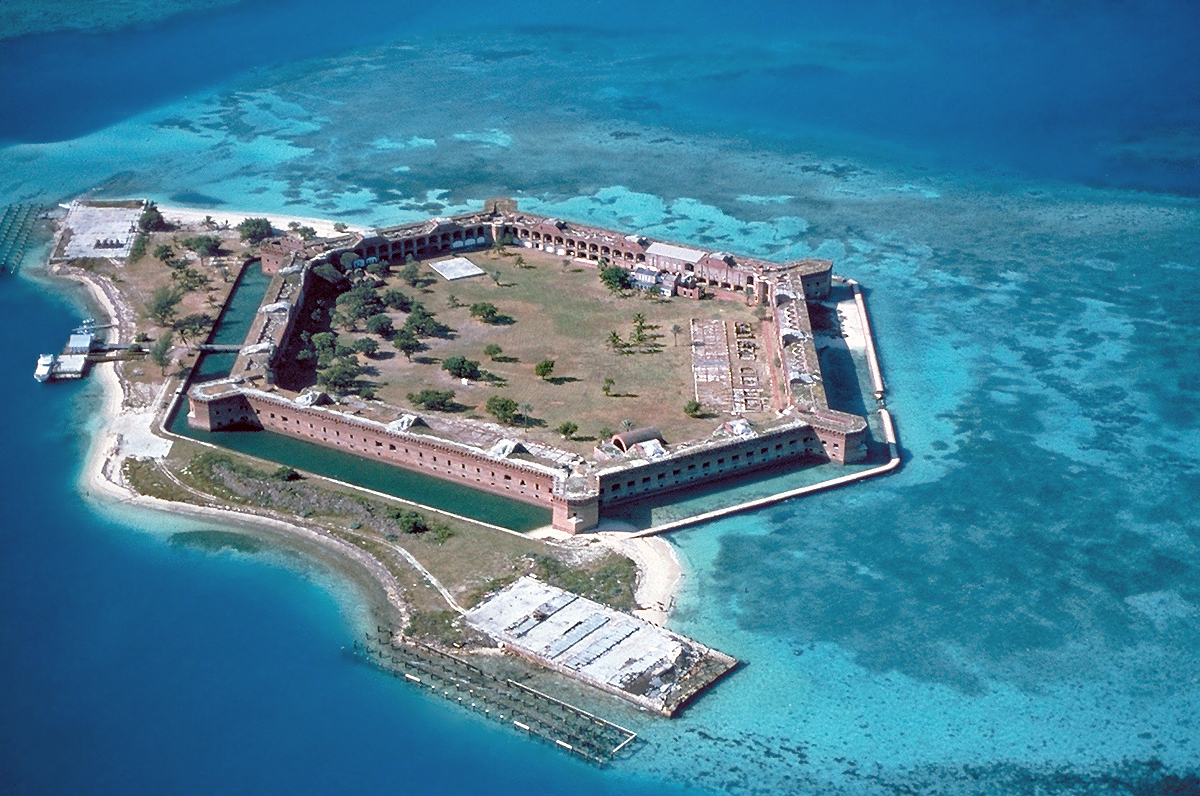
ガーデン・キー島のジェファーソン砦

ドライ・トートガス (Dry Tortugas) は、メキシコ湾、アメリカ合衆国フロリダのキーウェストの西方113kmに位置する珊瑚礁の諸島である。1513年にスペイン人に発見されスペイン語で海亀の島ラス・トートガスと名付けられたが、島には水源が無くアメリカに属してから、「ドライ」と付け加えられた。ミシシッピ川から、大西洋、メキシコ湾、西インド諸島に続く海洋上での重要な戦略地点だった。

大きな島は、ロッガーヘッド・キー島（Loggerhead Key）、ガーデン・キー島（Garden Key）で、ガーデン・キー島では1846年にジェファーソン砦の建設が始まったが、困難だったため砦の建設計画は1874年に放棄された。
南北戦争中、この砦は北軍に属しており、ニューヨークなどの北軍の拠点から南軍の介入を避けながら資材を運ばなければならなかった事や、飲み水や食料不足や伝染病の発生など、島の環境は最悪だったらしい。
砦として放棄されたが島は豊かな自然があり1908年に自然保護区になった。さらに1992年にはドライ・トートガス国立公園として国立公園に指定された。